# Zain Iqbal
Zain Iqbal (* 28. Mai 1998 in England) ist ein britischer Schauspieler.

## Leben und Karriere
Iqbal wuchs in Cheadle auf. Er studierte an der Royal Exchange Theatre. Vor seiner Schauspielkarriere arbeitete Iqbal eine Zeit lang als Model. Sein Debpt gab er 2019 in dem Kurzfilm Why ME?. Anschließend war er 2022 in dem Film All Crazy Random zu sehen. 2024 bekam Iqbal in der Serie A Good Girl’s Guide to Murder eine Hauptrolle.
Derzeit lebt Iqbal London.

## Filmografie
- 2019: Why ME? (Kurzfilm)
- 2022: All Crazy Random
- 2024: A Good Girl’s Guide to Murder (Fernsehserie)